# بيت جوحل (أرحب)

تعديل مصدري - تعديل

بيت جوحل هي إحدى قرى عزلة بني مرة بمديرية أرحب التابعة لمحافظة صنعاء، بلغ تعداد سكانها 64 نسمة حسب تعداد اليمن لعام 2004.